# Сярско поле
Сярското поле (на гръцки: Ο κάμπος των Σερρών) е равнина в Егейска Македония, Гърция.
Сярското поле има форма на продълговат паралелограм и се простира от северозапад към югоизток с дължина около 70 – 80 km и широчина 15 – 20 km. От северозапад полето е заградено от планините Беласица (Керкини) и Круша (Крусия ори), от югоизток от планината Кушница (Пангео). На запад се намира планината Карадаг (Мавровуни), на югозапад се намира Богданската планина (Вертискос), на юг – Орсовата планина (Кердилио), на север (последователно от югоизток на северозапад) се намират планините Сминица (Меникио), Шарлия (Врондос) и Сенгелска (Ангистро). Сярското поле е известно със своето плодородие. Почвата в полето е песъчлива глина, която е богата на чернозем. Водоснабдяването е добро, тъй като подпочвена вода излиза плитко навсякъде.
През Сярското поле духа северният рупелски вятър от Рупелския пролом. Климатът е преходносредиземноморски.
В Сярското поле се отглеждат множество култури, като ечемик, царевица, памук, пшеница, просо, боб, нахут, леща, грах, сусам, анасон, дини, пъпеши, картофи, лук, чесън, коноп, лен, цвекло, маслини, бадеми, ориз и други. Отглеждат се и животни – овце, кози, крави и други. От културите най-много се работи с ръж, сусам, пшеница и памук, а след това с ечемик и съвсем рядко с просо. На първо място в Сярското поле е памукът, произвеждайки най-много от целия полуостров. Голяма част от реколтата се изнася. За износ е също така голяма част от реколтата на жито и ръж. В южните краища на полето се отглежда тютюн.
Според редица учени Сярското поле в миналото е дъно на езеро, което с времето си пробива път между Карадаг и Кушница и се влива в Бяло море. Две езера остават след това в дълбоките места на полето – Бутковското езеро в северната част на полето и езерото Тахино в южната. Езерото Тахино е пресушено от гръцките власти началото на XX век.
Старото име на Сярското поле е Одомантско поле.